# Fregesteg

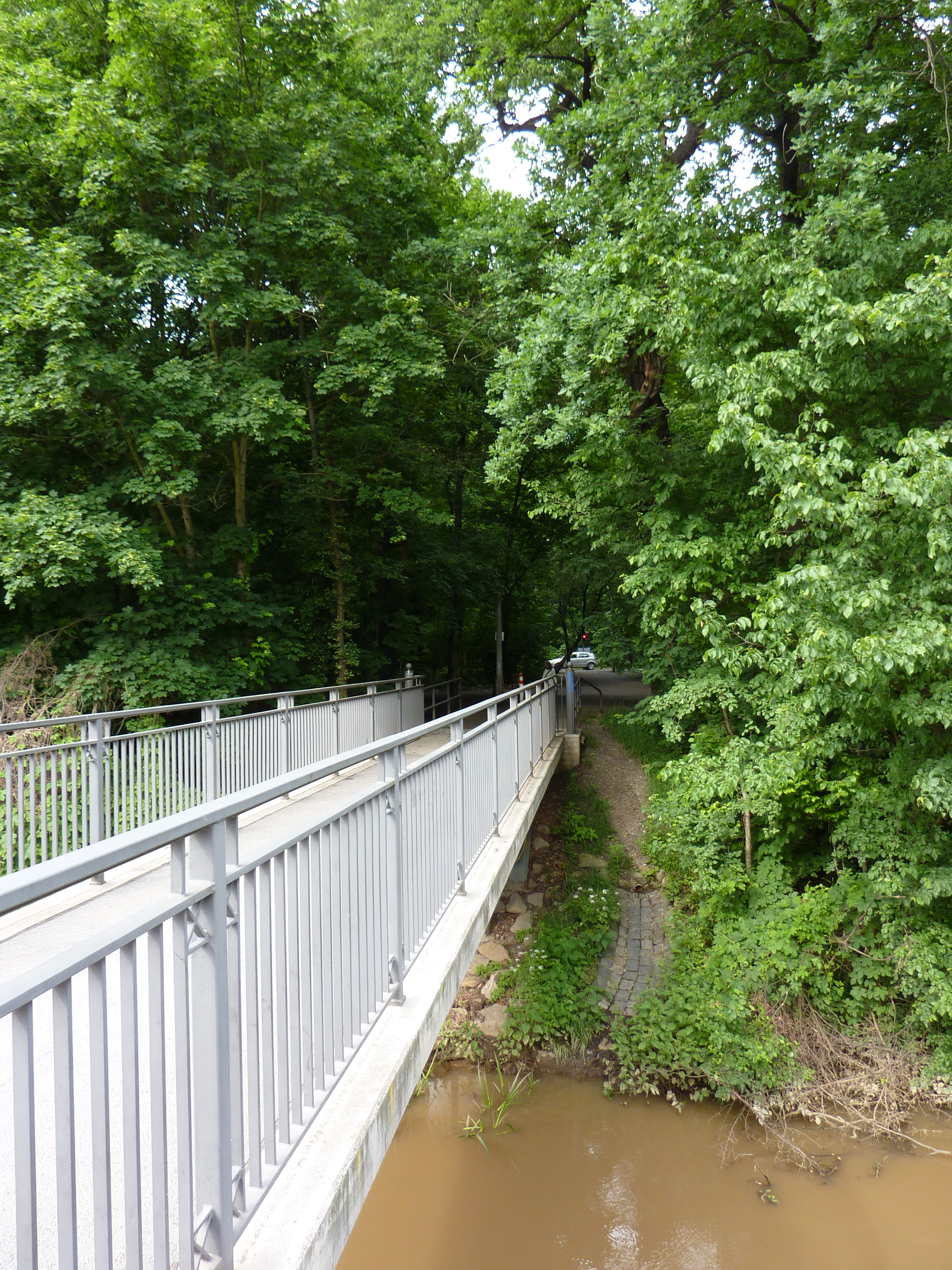
Fregesteg (2013)

Blick vom Fregesteg …
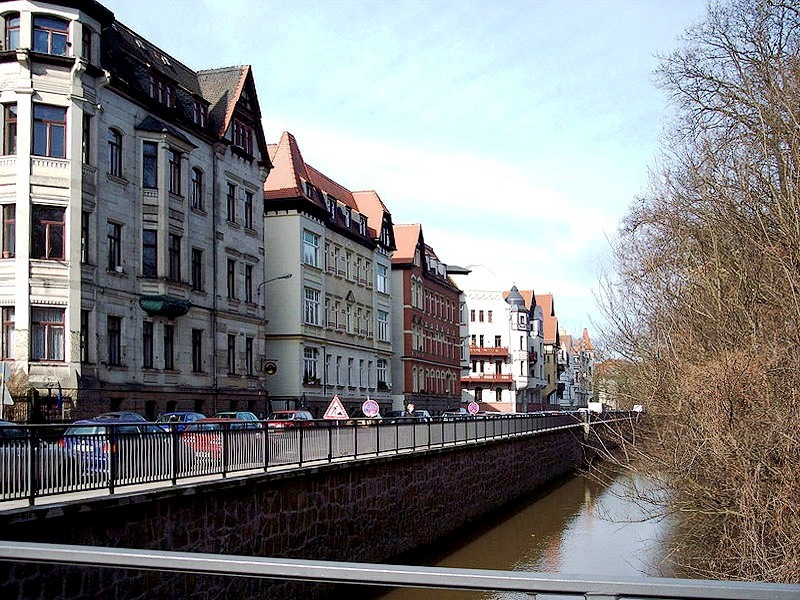
… nach Nordwesten (2003)
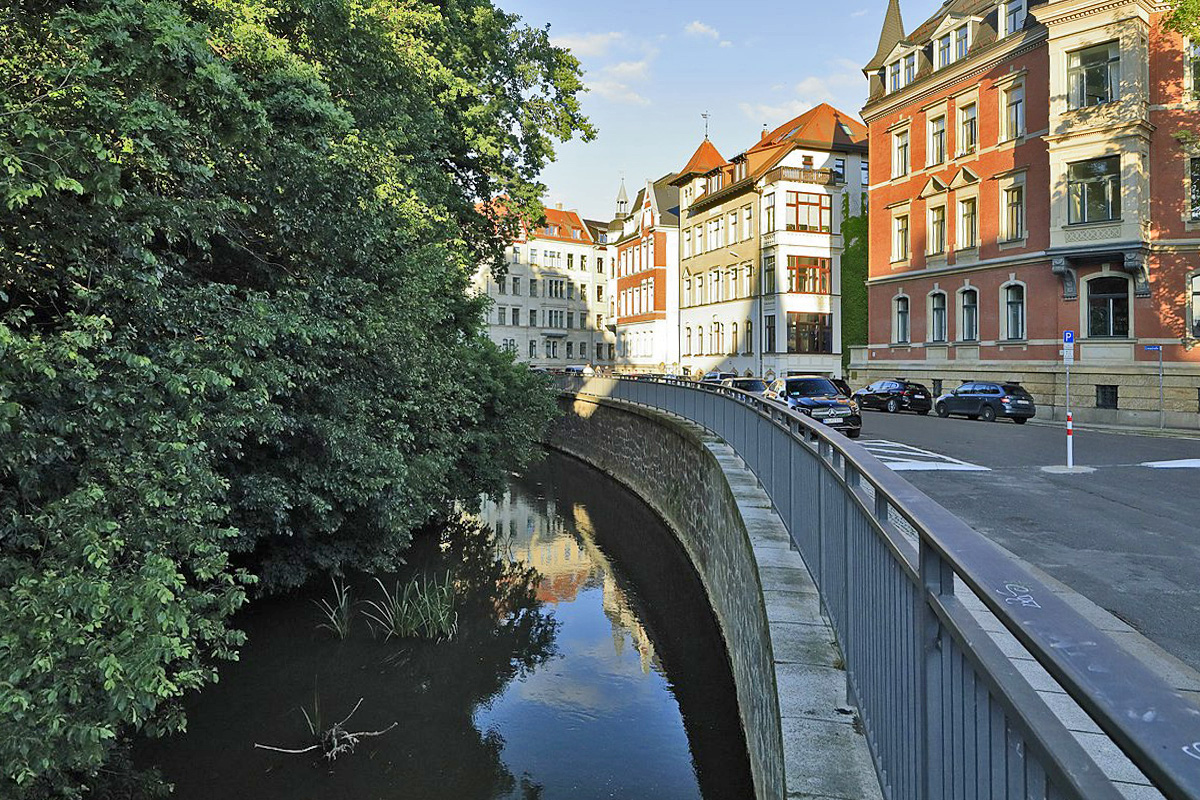
… nach Südosten (2022)

Der Fregesteg ist eine Fußgängerbrücke über den Elstermühlgraben in Leipzig zwischen dem Waldstraßenviertel und dem Rosental.

## Lage und Beschreibung
Der Fregesteg befindet sich an der Liviastraße zwischen den Hausnummern 2 und 3, wo durch die Einmündung der Feuerbach- und der Tschaikowskistraße ein kleiner Platz entsteht, der seit 2024 Liviaplatz heißt. Über den Fregesteg wird von Waldstraßenviertel aus mit Überschreiten des Zöllnerweges mit Verkehrsampel bequem nach 170 Metern der Kinderspielplatz am Louise-Otto-Peters-Platz im Rosental erreicht.
Der Fregesteg ist eine Betonplatte von etwa 18 Meter Länge und 3 Meter Breite mit beiderseitigem Stahlgeländer, das die gleiche Form hat, wie jenes entlang der Ufermauer der Liviastraße.

## Geschichte
Von 1890 bis 1892 wurde die Ufermauer zur Befestigung der 1889 entstandenen Liviastraße gegen den Elstermühlgraben errichtet. Im Zuge dieser Arbeiten wurde auch eine Brücke über den Elstermühlgraben gebaut, die nicht zuletzt die leichte Erreichbarkeit des 1890 eröffneten ersten öffentlichen Spielplatzes Leipzigs im Rosental sichern sollte.
Die Brücke hieß zunächst König-Johann-Brücke, offenbar im Zusammenhang zur angrenzenden heutigen Tschaikowskistraße, die bis 1947 den Namen König-Johann-Straße trug. Während ein Stadtplan von 1902 noch König-Johann-Brücke angibt, nennt ein auf 1903 datierter bereits den Fregesteg.
Der Fregesteg ist benannt nach Woldemar Frege (1811–1890), dem Ehemann von Livia Frege (1818–1891), auf die die Bezeichnung der Liviastraße zurückgeht. Frege legte mit dem Ankauf der Großen Funkenburg und deren Parzellierung den Grundstein für das Waldstraßenviertel.
1975 wurde die Brücke abgebrochen und durch die heutige ersetzt. Diese wurde 2002 saniert.